# Forêts de feuillus sempervirentes du bassin du Sichuan
Localisation
Les forêts de feuillus sempervirentes du bassin du Sichuan forment une écorégion terrestre définie par le Fonds mondial pour la nature (WWF), qui appartient au biome des forêts de feuillus et forêts mixtes tempérées de l'écozone paléarctique. Elle recouvre les collines basses et les plaines alluviales du bassin du Sichuan, situé entre la province du Sichuan et la municipalité de Chongqing en République populaire de Chine. Le sol très fertile fait de la région une zone agricole importante. Le climat est subtropical, avec des hivers froids et des étés très chauds.